# Consecuencia Point
Consecuencia Point är en udde i Antarktis. Den ligger på Trinity Island i Sydshetlandsöarna. Argentina, Chile och Storbritannien gör anspråk på området.
Terrängen inåt land är huvudsakligen kuperad, men åt nordost är den bergig. Havet är nära Consecuencia Point västerut. Trakten är obefolkad. Det finns inga samhällen i närheten.